# Южная готика
Южная готика (англ. Southern Gothic) — литературный жанр, развившийся в США в первой половине XX века (в период т. н. «южного ренессанса») и вобравший в себя многие элементы классической готической литературы (склонность к макабрическому, гротескному, иногда мистическому), но при этом неразрывно связанный с бытом и традициями американского Юга. В отличие от традиционного готического романа, где основной целью является создание соответствующей атмосферы, нагнетание «ужаса», для южной готики характерен повышенный интерес к религии, а также включение в повествование элементов южного фольклора, обращение к социальным проблемам (расизм, нищета, насилие), мотивы отчуждения и безумия; герои южноготического романа — глубоко повреждённые, несущие на себе бремя вины или отчуждения персонажи, место действия — американская глубинка, часто характеризующаяся как «обнищавшая» и «запустелая».

## Ключевые авторы
- Фолкнер, Уильям (1897—1962)
- Колдуэлл, Эрскин (1903—1987)
- Уэлти, Юдора (1909—2001, сама Уэлти просила не относить её творчество к жанру «южной готики»)
- Уильямс, Теннесси (1911—1983)
- Перси, Уокер (1916—1990)
- Маккалерс, Карсон (1917—1967)
- Дикки, Джеймс (1923—1997)
- Капоте, Трумен (1924—1984, ранние работы)
- О’Коннор, Фланнери (1925—1964)
- Ли, Харпер (1926—2016)
- Маккарти, Кормак (1933—2023)

## Ключевые произведения
- «Сарторис», «Шум и ярость», «Когда я умирала», «Свет в августе», «Роза для Эмили», «Авессалом, Авессалом!» Уильяма Фолкнера
- «Табачная дорога», «Божья делянка», «Поклонись восходящему солнцу» Эрскина Колдуэлла
- «Сердце — одинокий охотник», «Отражения в золотом глазу», «Участница свадьбы» Карсон Маккалерс
- «Голуби преисподней», «Чёрный Канаан», «Алая луна Замбибве» Роберта Говарда
- «Орфей спускается в ад», «Трамвай „Желание“», «Лето и дым»,«Татуированная роза» Теннесси Уильямса
- «Другие голоса, другие комнаты» Трумена Капоте
- «Мудрая кровь», «Хорошего человека найти нелегко» Фланнери О'Коннор
- «Убить пересмешника» Харпер Ли
- «Хранитель сада», «Тьма снаружи», «Дитя Бога» Кормака Маккарти